# Alaptus longicaudatus
Alaptus longicaudatus is een vliesvleugelig insect uit de familie Mymaridae. De wetenschappelijke naam is voor het eerst geldig gepubliceerd in 1999 door Lou, Cao & Lou.